# Pontinha (São Mateus)
A Pontinha é uma localidade portuguesa da freguesia da São Mateus, concelho da Madalena do Pico, ilha do Pico, arquipélago dos Açores. 
Este povoado costeiro localiza-se próximo à Laje e ao promontório da Ponta Grossa.